# Латимер, Уильям, 3-й барон Латимер из Корби
Уильям Латимер (англ. William Latimer; приблизительно 1301 — до 2 ноября 1335) — английский аристократ, 3-й барон Латимер из Корби с 1327 года.

## Биография
Уильям Латимер был старшим из двух сыновей 2-го барона Латимер из Корби, носившего то же имя, и Люси Твенг. Он унаследовал земли и титул отца после его смерти в 1327 году. Известно, что до 1328 года Латимер был посвящён в рыцари. В 1335 году он в качестве рыцаря-баннерета участвовал в походе в Шотландию. К ноябрю того же года сэр Уильям уже был мёртв.
3-й барон Латимер женился на Элизабет Ботетур, дочери Джона, 1-го барона Ботетура (один из источников называет этого лорда бастардом короля Англии Эдуарда I), и Матильды Фиц-Томас. В этом браке родился сын, тоже Уильям, 4-й барон Латимер из Корби.